# Walter Burley Griffin

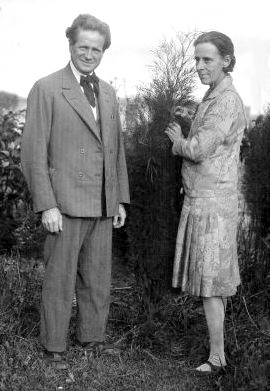
Griffin met zijn vrouw Marion Mahony Griffin in 1930 in Sydney

Walter Burley Griffin (Maywood, 24 november 1876 - Lucknow (India), 11 februari 1937) was een Amerikaans architect en landschapsarchitect die vooral bekend werd door zijn rol in het ontwerp van Canberra, de hoofdstad van Australië. Daarnaast ontwikkelde hij de L-vorm in woningen en was hij de eerste architect die gewapend beton gebruikte. 
Gedurende een groot deel van zijn loopbaan werkte Burley Griffin samen met zijn vrouw Marion Mahony Griffin. In de 28 jaar van hun architectuur partnerschap ontwierpen de Griffins meer dan 350 gebouwen, landschappen en stedenbouwkundige plannen, naast het ontwikkelen van bouwmaterialen, interieurs, meubels en andere huishoudelijke producten.

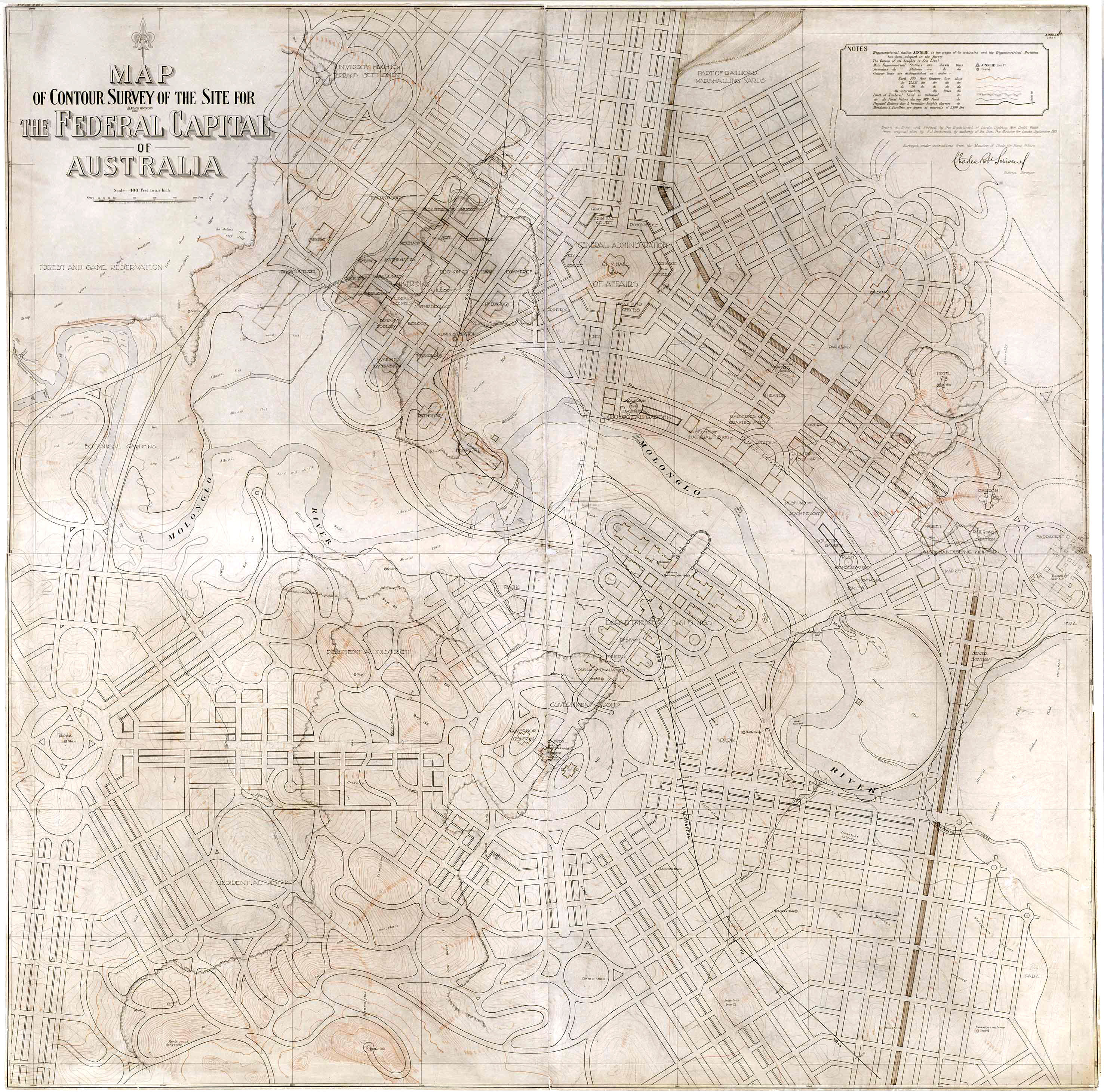
Stedenbouwkundig ontwerp van Canberra

- Australian Dictionary of Biography: griffin-walter-burley-443
- Art Gallery of South Australia: 2584
- Bibliothèque nationale de France: cb13611985r (data)
- Catàleg d'autoritats de noms i títols de Catalunya: 981058509513506706
- Gemeinsame Normdatei: 119439964
- International Standard Name Identifier: 0000 0000 8349 3605
- Library of Congress Control Number: n80131515
- National Gallery of Victoria: 3136
- Nationale bibliotheek van Australië: 35151315
- Nationale Bibliotheek van Israël: 987007426998805171
- Nederlandse Thesaurus van Auteursnamen: 176519785
- SNAC: w6251hjx
- Système universitaire de documentation: 101866097
- Trove: 479725
- Union List of Artist Names: 500001158
- Virtual International Authority File: 213882115